# 石原武
石原 武（いしはら たけし、1930年8月3日 - 2018年3月20日）は、日本の詩人、英文学者、翻訳家。文教大学名誉教授。

## 人物
山梨県甲府市生まれ。明治学院大学文学部英文科卒業。
1967年に詩集『軍港』を上梓、1974年『離れ象』で日本詩人クラブ賞受賞。1996年、英米詩の翻訳業績により第21回地球賞受賞。立正女子大学助教授、校名変更で文教大学教授、図書館長を務め、2001年定年。
2007年『遠いうた 拾遺抄』で日本詩人クラブ詩界賞受賞。ほかブライアン・オールディスの翻訳、詩の翻訳がある。
2018年3月20日午後8時20分、誤嚥性肺炎のため、埼玉県越谷市のグループホームで死去。87歳没。

## 著書
- 『軍港 詩集』（思潮社） 1967
- 『脳外科病棟 詩集』（石文館） 1986
- 『石原武詩集』（土曜美術社、日本現代詩文庫） 1991
- 『詩の原郷』（土曜美術社出版販売、詩論・エッセー文庫） 1994
- 『これからしばらく夜 詩集』（花神社） 1996
- 『遠いうた マイノリティの詩学』（詩画工房） 2000
- 『君を夏の一日に譬えようか 詩の遠景』（さきたま出版会） 2002
- 『飛蝗記 詩集』（花神社） 2004
- 『遠いうた 拾遺抄』（詩画工房） 2006
- 『詩と道化 グアンタナモという主題』(書肆青樹社、現代詩論文庫） 2010
- 『金輪際のバラッド 石原武詩集』（土曜美術社出版販売） 2011
- 『現代情況論ノート』（詩画工房） 2012
- 『新編 石原武詩集』（土曜美術社出版販売、新・日本現代詩文庫） 2013
- 『石原武全詩集』（土曜美術社出版販売） 2016

### 共編著
- 『詩壇 エッセイ集』（筧槙二共著、山脈文庫） 1998
- 『バイリンガル四行連詩集 〈情熱〉の巻その他』（木島始, 新延拳共編、土曜美術社出版販売） 2003

### 翻訳
- 『手で育てられた少年』（ブライアン・W・オールディス、サンリオSF文庫） 1980
- 『兵士は立てり』ブ（ライアン・W・オールディス、サンリオSF文庫） 1982
- 『ケネス・パッチェン詩集』（土曜美術社、世界現代詩文庫） 1984
- 『突然の目覚め』（ブライアン・W・オールディス、サンリオSF文庫） 1986
- 『悪戯詩のすすめ 英語圏のノンセンス・バース』（リーベル出版） 1990
- 『わたしの本当の性へのオード アメリカ・レズビアン詩集』（書肆青樹社、世界詩人叢書） 1994
- 『不安な時刻 詩集』（アレス・デベリアク、花神社） 1997